# Esegesi
In filologia, l'esegesi (in greco antico: ἐξήγησις?, AFI: [ekˈsɛːɡɛːsis]) è l'interpretazione critica di testi finalizzata alla comprensione del loro significato. Campi di applicazione possono essere, ad esempio, la legislazione ("esegesi giuridica"), la storia ("esegesi delle fonti storiche del Medioevo"), la letteratura ("esegesi manzoniana") o la religione ("esegesi biblica"). In quest'ultimo caso, l'esegesi ha una forte affinità con l'ermeneutica, intesa come tecnica per la corretta esegesi dei testi sacri.

## Storia
Tra la fine dell'XI e l'inizio del XII secolo inizia a manifestarsi un rinnovato interesse per lo studio dei testi della compilazione giustinianea, soprattutto a Bologna. Tra gli studiosi che si indirizzarono verso tali studi ci fu anche Irnerio. Egli dapprima comincia a studiare il contenuto dei testi giustinianei (studere) e poi inizia anche a spiegarli ai suoi discepoli (legere in legibus). La novità della didattica irneriana consiste nella "riscoperta" dei volumi della compilazione giuridica imperiale attraverso uno studio esegetico.
Irnerio, con una iniziativa scientifica e didattica innovativa, infuse nuova vita ai testi giustinianei e ne curò l'ordinata trasmissione alle generazioni future. Il suo successo fu tale che fece divenire lo stesso Irnerio l'iniziatore della celebre e fortunata scuola dei giuristi che prese il nome di "Scuola dei Glossatori". Fin dai primordi il campo d'indagine dei glossatori ebbe come fulcro il diritto romano (Corpus iuris civilis). Tali testi venivano da secoli di trascrizioni, a volte erano incompleti e contraddittori, fu così che i glossatori, attraverso vari strumenti esegetici, li riportarono a nuova vita.

### La glossa
La forma letteraria tipica di questa scuola è sicuramente la glossa. Le origini della glossa come metodo di indagine e di analisi testuale risalgono alla tradizione di studio ed interpretazione dei testi biblici caratteristica dell'età altomedievale. Già nelle Etimologie di Isidoro di Siviglia (VII secolo) si trova una descrizione di questo strumento scientifico e didattico e anche in studi di Alcuino di York, che addirittura ne abbozza una definizione sintetica.
Ad ogni modo la glossa può essere definita come una forma di esegesi testuale realizzata mediante un'annotazione al testo studiato, e cioè come una nota esplicativa che reca un chiarimento letterale, più o meno elementare, di un singolo lemma o dell'intero passo di un testo. Il fine della glossa consiste nell'offrire al lettore una spiegazione grammaticale o linguistica che faciliti la comprensione del testo su cui è apposta. La glossa è, dunque, inscindibilmente legata all'opera o passo che illustra, senza la quale non potrebbe nemmeno esistere

#### DaiSimiliaecontrariaalla glossa interpretativa
È dunque sui testi del diritto romano che nel XII secolo inizia ad esercitarsi l'opera esegetica dei maestri bolognesi. Le prime testimonianze giunte sino a noi di testi giustinianei glossati sono ascrivibili al periodo alto medievale, e consistono in esigue annotazioni apposte al Codex e alle Institutiones di Giustiniano. L'attività scientifica bolognese realizzata ricorrendo alla medesima metodologia arrivò a vette di riflessione scientifica e di elaborazione dottrinale considerevolmente più raffinate rispetto alle rudimentali annotazioni alto medievali e si venne ad avere una vera e propria evoluzione della glossa.
In una prima fase i glossatori si avvalsero del consueto e risalente tipo di glossa concepito come un semplice chiarimento letterale ai difficoltosi costrutti linguistici romani e come semplice spiegazione di termini inconsueti. Ben presto però, l'indagine dei glossatori si fece sempre più attenta e approfondita e si vennero così a creare un secondo tipo di annotazioni, le allegationes di fonti pro e contra, anche designate con il nome di similia e contraria. Le allegationes sono glosse che consistono nella citazione di passi giustiniani il cui contenuto appare conforme e coerente rispetto al testo glossato (similia) o di fonti che, all'opposto, offrono un testo che appare di significato contrario rispetto al dettato del passo legale a cui sono apposte (contraria).
- L'indicazione dei similia era rivolta ad agevolare l'opera dei futuri glossatori ed era perciò finalizzata a facilitare la visione d'insieme di ciascun argomento mediante l'enumerazione dei numerosi passi rilevanti per la sua esatta e completa conoscenza.
- La segnalazione dei contraria aveva invece lo scopo di porre in evidenza tutte le possibili discordanze rispetto al testo glossato per consentire ai giuristi di conoscere dettagliatamente il numero ed il contenuto dei testi antitetici.

E fu proprio da questa esigenza di fornire al lettore una esegesi complessiva ed esauriente che nacque il terzo tipo di glossa, di tipo "interpretativo", che presentarono una trattazione più estesa rispetto alle precedenti tipologie poiché il loro obiettivo non era più solo quello di chiarire il senso letterale del testo, ma quello di spiegare in modo compiuto i concetti e gli istituti utilizzati dai redattori bizantini.

### Glosse interlineari ereclamatio
Insieme a questa evoluzione dei contenuti della glossa si sviluppa una corrispondente trasformazione grafica: se le prime glosse grammaticali potevano agevolmente trovare una facile collocazione tra le righe del testo e in esatta corrispondenza del termine da chiarire, le successive glosse con contenuto interpretativo dovevano necessariamente essere scritte sul margine del foglio, accanto al brano da interpretare.
Nel caso della glossa interlineare è la posizione stessa dell'annotazione a segnalare quale sia il frammento glossato, mentre nel caso della glossa marginale il legame tra glossa e vocabolo è fissato da un apposito segno detto reclamatio. Nella produzione scientifica dei glossatori ogni testo normativo è in genere arricchito non da una sola glossa, ma da una pluralità di annotazioni. I codici giuridici del tempo si presentavano pieni di glosse considerevolmente eterogenee per dimensioni, natura e tenore, in quanto si sono stratificate in tempi diversi per opera dei medesimi glossatori sullo stesso foglio di pergamena (i libri erano rari e costosi). Questa progressiva sedimentazione di note esegetiche crea il fenomeno delle "composizioni di glosse", che consistono in una raccolta di annotazioni realizzata su uno stesso manoscritto, ad opera di amanuensi diversi, per tramandare gli insegnamenti di una pluralità di glossatori. Accadeva però che le singole annotazioni venissero copiate senza la sigla che designava la paternità della glossa rendendo così impossibile attribuirne la provenienza e creando una disorganica stratificazione.
Con l'evoluzione scientifica della scuola e con il connesso perfezionamento dell'uso della glossa, questa disorganicità cede il passo a raccolte nelle quali il numero e l'ordine delle annotazioni è rigorosamente stabilito e uniformemente trascritto da un manoscritto all'altro. Si crea così l'apparato di glosse, realizzate da un singolo maestro, al quale le annotazioni sono tutte certamente attribuibili.